# Баканурский, Григорий Леонидович
Григо́рий Леони́дович Бакану́рский (род. 10 февраля 1929, Одесса, СССР) — советский и украинский религиовед, специалист по иудаизму. Доктор философских наук, профессор. Один из авторов «Атеистического словаря».

## Биография
Родился 10 февраля 1929 в Одессе в интеллигентной семье работников управлений городских трестов пищевой промышленности — Леонида Моисеевича и Ривеки Мироновны Баканурских. Отец — ветеран Великой Отечественной войны, участник обороны Ленинграда, был ранен и лечился в госпитале в Гори, где был комиссован. Мать с детьми на теплоходе «Кубань» эвакуировалась в Новороссийск, а затем переехала в Гудермес и в Гори, где служил отец. После окончания войны вся семья вернулась в Одессу и проживала в однокомнатной коммунальной квартире в доме № 52 на улице Кузнечной.
В 1968 году в МГУ имени М. В. Ломоносова защитил диссертацию на соискание учёной степени кандидата философских наук по теме «Иудаизм в США и его идеология». В 1986 году в МГУ имени М. В. Ломоносова защитил диссертацию на соискание учёной степени доктора философских наук по теме «Иудейский клерикализм (критика идеологии и практики)».
Профессор кафедры социологии, философии и права Одесской национальной академии пищевых технологий.

## Семья
Сын — Анатолий Григорьевич Баканурский (19 августа 1951 — 3 февраля 2016), отличник образования Украины, доктор искусствоведения, профессор кафедры культурологии и декан гуманитарного факультета Одесского национального политехнического университета, основатель искусствоведческой школы Южного региона Украины.
Брат — Виталий Леонидович Баканурский (род. 15 мая 1933), боксёр и альпинист, неоднократным чемпион Одессы, в 1950—1953 годы входил в состав сборной команды Одесской области и неоднократный победитель на личных и командных первенствах УССР, чемпион Белорусского военного округа (1954), призёр личного первенства БССР (1955), обладатель значка «Альпинист СССР».
Сестра — Светлана Леонидовна Баканурская, преподаватель английского языка, заслуженный учитель Украины, живёт с семьёй в Германии.

## Научные труды

### Монографии
- Баканурский Г. Л. Сионизм и антисемитизм в системе современной идеологической борьбы: Сокр. стеногр. лекции, прочит. в Центр. лектории Вильнюса / Г. Л. Баканурский, канд. филос. наук. — Вильнюс: О-во «Знание» ЛитССР, 1972. — 19 с. — (В помощь лектору/ О-во «Знание» ЛитССР).
- Баканурский Г. Л. Иудейский клерикализм. — М.: Знание, 1974. — 64 с. — (Новое в жизни, науке, технике. Серия «Науч. атеизм». № 10).
- Баканурский Г. Л. Современный сионизм / Г. Л. Баканурский, к. филос. н., доц.. — Кишинев: О-во «Знание» МССР, 1978. — 25 с.
- Баканурский Г. Л. Иудаизм и современность. — М.: Знание, 1978. — 64 с. — (Новое в жизни, науке, технике). — 53 000 экз.
- Баканурский Г. Л. Кризис и модернизация иудаизма. — М.: Знание, 1980. — 64 с. — (Новое в жизни, науке, технике).
- Баканурский Г. Л. Иудейско-сионистский союз и права человека. — Киев: О-во «Знание» УССР, 1981. — 48 с. — (5 «Научно-атеистическая». / О-во «Знание» УССР. № 5).
- Сионизм в системе империализма: Очерки критики теории и практики сионизма / Л. Я. Дадиани, Ю. И. Римаренко, Г. Л. Баканурский и др.; Редкол.: Л. Е. Беренштейн и др.. — Киев: Политиздат Украины, 1981. — 240 с.
- Баканурский Г. Л. Ложные доктрины, реакционная политика: критика союза иудейской религии и сионизма / Г. Л. Баканурский; рец.: М. А. Гольденберг, П. Л. Каушанский, И. И. Мигович. — Одесса: Маяк, 1982. — 240 с.
- История и теория атеизма: Учеб. пособие для филос. фак. и отд-ний ун-тов / МГУ им. М. В. Ломоносова, Каф. истории и теории атеизма; Г. Л. Баканурский, Ю. Ф. Борунков, И. И. Бражник и др.; Редкол.: М. П. Новиков (отв. ред.) и др.. — 2-е изд., перераб. и доп. — М.: Мысль, 1982. — 430 с.
- История и теория атеизма : Учеб. пособие для филос. фак. ун-та. Пер. с рус. / Г. Л. Баканурский, Ю. Ф. Борунков, И. И. Бражник и др.; Отв. ред. М. П. Новиков. — Ереван: Изд-во Ерев. ун-та, 1985. — 431 с.
- Баканурский Г. Л. Библейские догмы и политические спекуляции : Сионистская клерикализация иудаизма. — Киев: о-во «Знание» УССР, 1985. — 49 с.
- История и теория атеизма: Учеб. пособие для филос. фак. и отд-ний гос. ун-тов / МГУ им. М. В. Ломоносова, Каф. истории и теории атеизма и религии; Г. Л. Баканурский и др.. — 3-е изд., дораб. — М.: Мысль, 1987. — 476 с.
- Баканурский Г. Л. Реакционный альянс: иудейский клерикализм и сионизм. — Знание, 1988. — 64 с. — (Новое в жизни, науке, технике. Науч. атеизм; 3/1988).

### Статьи
- Баканурский Г. Л. Религиозно-философская концепция М. Бубера // Вестник Московского университета. Сер. VIII. — 1968. — № 3. — С. 51—60.
- Баканурский Г. Л. Философские апологеты иудаизма // Вопросы научного атеизма. — М.: Мысль, 1971. — Вып. 12.
- Баканурский Г. Л. Союз сионизма и американскою империализма // Политическое самообразование. — 1971. — № 12.
- Баканурский Г. Л. Критика теологических концепций идеологов антикоммунизма // Некоторые социально-политические проблемы строительства коммунизма. — Ярославль: Верхне-Волжское книжное издательство, 1972. — С. 122—138.
- Баканурский Г. Л. Сионизм и социальные доктрины иудаизма // Наука и религия. — 1972. — № 1. — С. 58—63.
- Баканурский Г. Л. Союз сионизма и монополий // Реакционная сущность сионизма. — М.: Политиздат, 1972. — С. 23—34. — 206 с. — 100 000 экз. (первая публикация в журнале «Политическое самообразование». 1971. № 12)
- Баканурский Г. Л. Сионизация иудаизма // Наука и религия. — 1981. — № 1. — С. 53—56.
- Баканурский Г. Л. К проблеме методологических основ еврейской исторической хронологии // Запорожские еврейские чтения. — 2002. — № 6. — С. 75—80.
- Баканурский Г. Л. Иудаизм в США и еврейская миграция (конец XIX – начало XX века) // Матеріали Х міжнародної наукової конференції «Єврейська історія та культура в країнах Центральної та Східної Європи — єврейська історія та культура кінця ХІХ – початку ХХ ст.». — Киев: Институт иудаики, 2002.

### Рецензии
- Баканурский Г. Л. Рец.: Л. Я. Дадиани. Критика идеологии и политики социал-сионизма. М. 1986 // Философские науки. — М.: Высшая школа, 1988. — № 1. — С. 120—123.